# Keonthal
Keonthal (Keunthal o Kiunthal) fou un estat tributari protegit un dels anomenats estats de les muntanyes de Simla (o Simla Hill States) dins la província britànica del Panjab (avui a Himachal Pradesh), amb una superfície d'uns 300 km² i amb la part principal de territori al costat de l'estació de Simla. Tenia 22 pobles (el 1881 s'assenyalen 838 pobles segurament per error) i la població el 1881 era de 31.154 persones, el 1901 era de 22.499 i el 1931 de 25.560. Els ingressos estimats el 1903 eren de 66.000 rúpies. La capital era Junga.
Segons la tradició l'estat fou fundat el 1211 (tradicionalment el 765) per Raja Giri Sen, un fill de Sena Raja de Bengala, germà de Raja Vira Sen, fundador de Suket. Fou ocupat pels gurkhes de Nepal del 1803 al 1814. Després de la guerra gurkha una part de l'estat que havia estat ocupat pels nepalesos fou venuda al maharajà de Patiala, i en consideració d'això no va pagar tribut per la resta que li fou restaurat el 1815, amb un sanad del setembre d'aquest any per al qual tenia autoritat feudal sobre els petits estats de Theog, Koti, Ghund i Madhan (o Kiari) que li havien de pagar tribut (respectivament 50, 50, 25 i 25 lliures). També l'estat de Ratesh fou declarat feu de Keonthal per un altre sanad posterior (vers 1816), i encara un tercer sanad li va cedir Punnar hereditariament el 1823 (de fet l'administració ja li havia estat donada el 1816, al·legant que Punnar quedava massa aïllat i els seus habitants eren massa turbulents, i el govern britànic no en volia assolir el govern directe). La nissaga era rajput sen (clan Chandrabansi) i antigament van portar el títol de rana però el govern britànic li va concedir el títol hereditari de raja després del 1857 pels seus servis durant el motí.

## Llista de ranes i rages
- Rana BHUP SEN
- Rana RAGHUNATH SEN 1801-1831 (1803-1814 ocupat per Nepal)
- Rana SANSAR SEN 1831-1862 (raja 1858)
- Raja MAHENDRA SEN 1862-1882
- Raja BALBIR SEN 1882-1901
- Raja BIJEY SEN 1901-1916
- Raja HEMENDRA SEN 1916-1940
- Raja HITENDRA SEN 1940-1948